# Agave lechuguilla
Agave lechuguilla (en castellà Lechuguilla) és una espècie de planta crassa dins del gènere Agave que es troba només al desert de Chihuahua i al desert de Lechuguilla. on és una espècie indicadora. Típicament creix sobre sòl calacari.
Aquesta planta, com altres dins del seu gènere, només floreix una sola vegada en la seva vida, i després mor. Les seves flors són una font de nutrients pels insectes, ratpenats i alguns ocells.
Forma una roseta de fulles suculentes de fins a 45 cm d'alt i 60 cm d'amplada. Les seves fulles són llargues i rígides amb la punta aguda i dura Les flors són de color groc amb tons vermells i es troben dins una inflorescència que arriba a fer 4 m d'alt.
Els natius americans havien usat les seves fibres que són molt resistents als productes químics, els àcids, les substàncies alcalines i la calor.
L'aigua emmagatzemada dins aquesta planta és rica en sals i minerals i es ven a Mèxic com a beguda per a esportistes. És una planta tòxica pels ramats d'ovelles i bovins.